# Qianjiang (Motorradhersteller)
Die Qianjiang Motorcycle Co., Ltd. (chinesisch 钱江, Pinyin Qián Jiāng, notiert seit 1999 an der Börse Shenzhen unter Nr. 913) mit Sitz in Wenling, Provinz Zhejiang der Volksrepublik China, ist ein zu Geely gehörender Hersteller von Motorrollern (Scootern), Motorrädern sowie Quads mit Hubräumen zwischen 50 und 1200 cm³. Mit einer Jahresproduktion von mehr als 1,2 Mio. Einheiten (Stand: 2023) ist Qianjiang einer der größten Fabrikanten Chinas.
Seit 1999 werden die Fahrzeuge unter der Marke Keeway im Export vertrieben. In China selbst sind sie unter dem Markennamen Qianjiang, nach dem Qiantang-Fluss (chinesisch 钱塘江, Pinyin Qián Táng Jiāng), bekannt. 2020 änderte sich die Marke zu QJMOTOR, um die Internationalisierung zu erleichtern. In Deutschland und Österreich werden die als „Explorer“ und „Generic“ vermarkteten Roller ebenfalls von Qianjiang hergestellt.
Eine weitere Bezeichnung für das gleiche Unternehmen ist Zhejiang Qianjiang Motorcycle Co., Ltd., da es im riesigen Land China zur Vermeidung von Missverständnissen üblich ist, die Stadt oder die Provinz der Firmierung voranzustellen. Hingegen ist Chang Jiang eine andere chinesische Motorradmarke der Dong Tian Enterprise Co., Ltd. 
Der europäische Sitz befindet sich in Szentendre, Ungarn. Deutscher Importeur ist die Karcher AG im württembergischen Birkenfeld.

## Geschichte
Die Qianjiang Group Co., Ltd. wurde 1971 gegründet, Motorräder wurden ab 1985 produziert. Weitere Produkte sind motorisierte Gartengeräte wie z. B. Rasenmäher, Pumpen, Kompressoren und Wasserboiler.
Im Jahre 2005 übernahm die Gruppe den italienischen Motorradhersteller Benelli.
2016 erfolgte, nach der Mehrheitsübernahme an der Motorraddivision der Qianjiang Group Co., Ltd. durch Geely, die Abspaltung in das eigenständige Unternehmen Qianjiang Motorcycle Co., Ltd.

## Modelle
- Huanglong 600
- Keeway Matrix
- Keeway Hurricane (Keeway Easy)
- Keeway RY6
- Keeway RY8 (früher RX8)

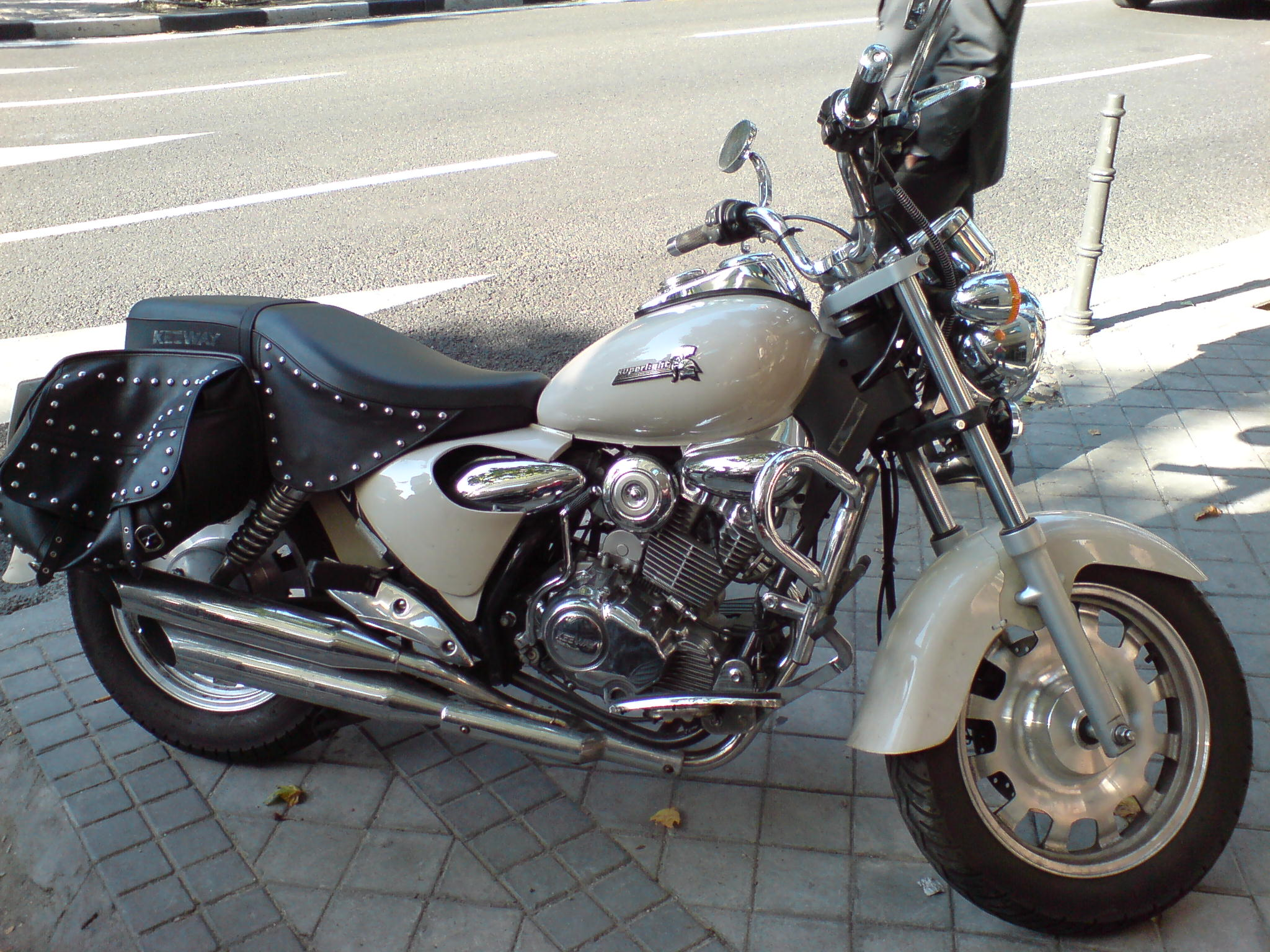
Keeway Superlight 125

- Keeway F-act (früher Keeway Focus)
- Keeway Flash
- Keeway Logik
- Keeway Outlook
- Keeway ARN
- Keeway Silverblade 125/250
- Keeway Speed
- Keeway Superlight
- Keeway X-ray Supermoto
- Keeway X-ray Enduro
- Keeway Dragon (Quad)
- Keeway Swan
- Keeway Matrix 125
- Keeway Rkv 125
- Keeway V-CRUISE 125
- Keeway V302 C